# Plagiometriona gibbifera
Plagiometriona gibbifera  (лат.) — вид жуков-щитоносок (Cassidini) из семейства листоедов. Эндемик Южной Америки: Никарагуа (Chontales); Коста-Рика (Alajuela, Heredia, Irazu, Puntarenas); Панама (Bugaba, Volcan de Chiriqui). Форма тела уплощённая. Растительноядный вид, питается растениями семейства паслёновые (Solanaceae: Aureliana lucida).